# カナディアン・エスキモー・ドッグ

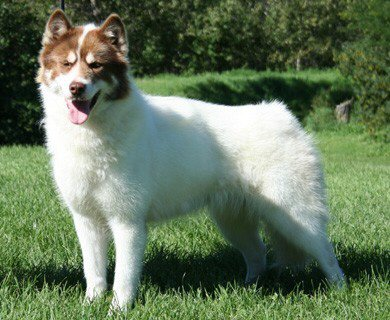
カナディアン・エスキモー・ドッグ

カナディアン・エスキモー・ドッグ（英：Canadian Eskimo Dog）とは、カナダ原産のそり引き用の犬種のことである。単にエスキモー・ドッグと呼ばれることもあり、イヌイット語ではクィンミク（英：Qinmmik）、キングミク（英：Kingmik）と呼ばれる。

## 歴史
太古の昔からカナダの北極圏でイヌイットによって飼育されてきた古代犬種である。そのため生い立ちについてははっきりとしないが、グリーンランドのグリーンランド・ドッグやシベリアのシベリアン・ハスキーなどの他の北方ソリ引き犬種と何らかのかかわりがあるのではないかといわれている。もともとは広い地域でそりを引くのに使われていたが、時にはアザラシやホッキョクグマを狩るための猟犬としても使われ、生活に欠かせない大切な存在であった。
原産地で非常に人気のあった犬種ではあるが、外部の人が本種を発見しブリーディングなどに干渉を加えるようになるとその状況は一変した。優秀な犬はほとんど持ち出され、シベリアン・ハスキーなどとの混血が進み、更にそりを引く仕事自体が車にとって代わられるようになり人気が低迷、頭数は激減してしまった。1920年代以前は2万頭以上も存在していたが、1970年代ごろになると約200頭しか純血の犬がいなくなってしまうほど頭数減少が深刻化し、絶滅寸前となった。しかし、イヌイットと愛好家が犬種クラブを設立し、残された純血の犬を探してブリーディングを行い、何とか頭数を回復することができた。
その後良さが見直されて再び人気の犬種として返り咲き、アメリカ合衆国のアラスカ州をはじめとする世界各国の犬ぞりレースで多く用いられている。イヌイットの生活にも本種が再び使われるようになり、その他の一部の犬はペットとしても飼育されている。

## 特徴
日本犬のようなスピッツタイプの犬種で、ボディは筋肉質で引き締まっている。マズルと脚は長めで、耳は立ち耳、尾はふさふさした巻き尾である。コートは厚いショートコートで、防寒性が非常に高い。毛色はホワイト地にクリーム、イエロー、レッド、タン、ブラウン、グレー、ブラックのいずれかの色がマーキングとして入ったものなど。体高51〜69cm、体重27〜48kgの大型犬。性格は温厚で非常に友好的で、他の犬やネコ、ウサギ等に対しても仲良く接することが出来る。子供も大好きで寛容である。噛み癖も成犬になるまでに残らず家庭犬としても非常に優秀な犬ではあるが、自分より上位であると認めた者の命令にしか従わないため、しっかりとしつけておく必要がありその点が初心者にはやや難しい。運動量は非常に多く、そり引き犬としてはスピードを出して走るよりも、持久力を生かして長距離を走ることに向いている犬種である。

## 参考
『デズモンド・モリスの犬種事典』デズモンド・モリス著書、福山英也、大木卓訳 誠文堂新光社、2007年